# Beginenhof Oudenaarde

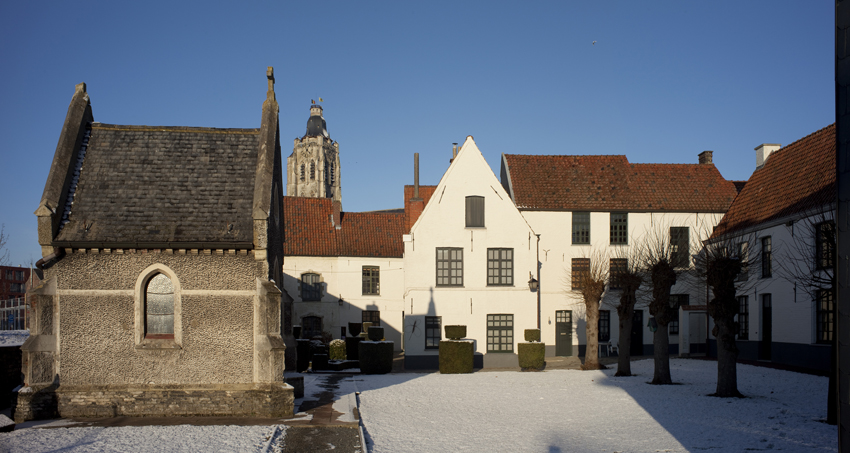
Beginenhof Oudenaarde, im Hintergrund der Turm der Walburgakirche

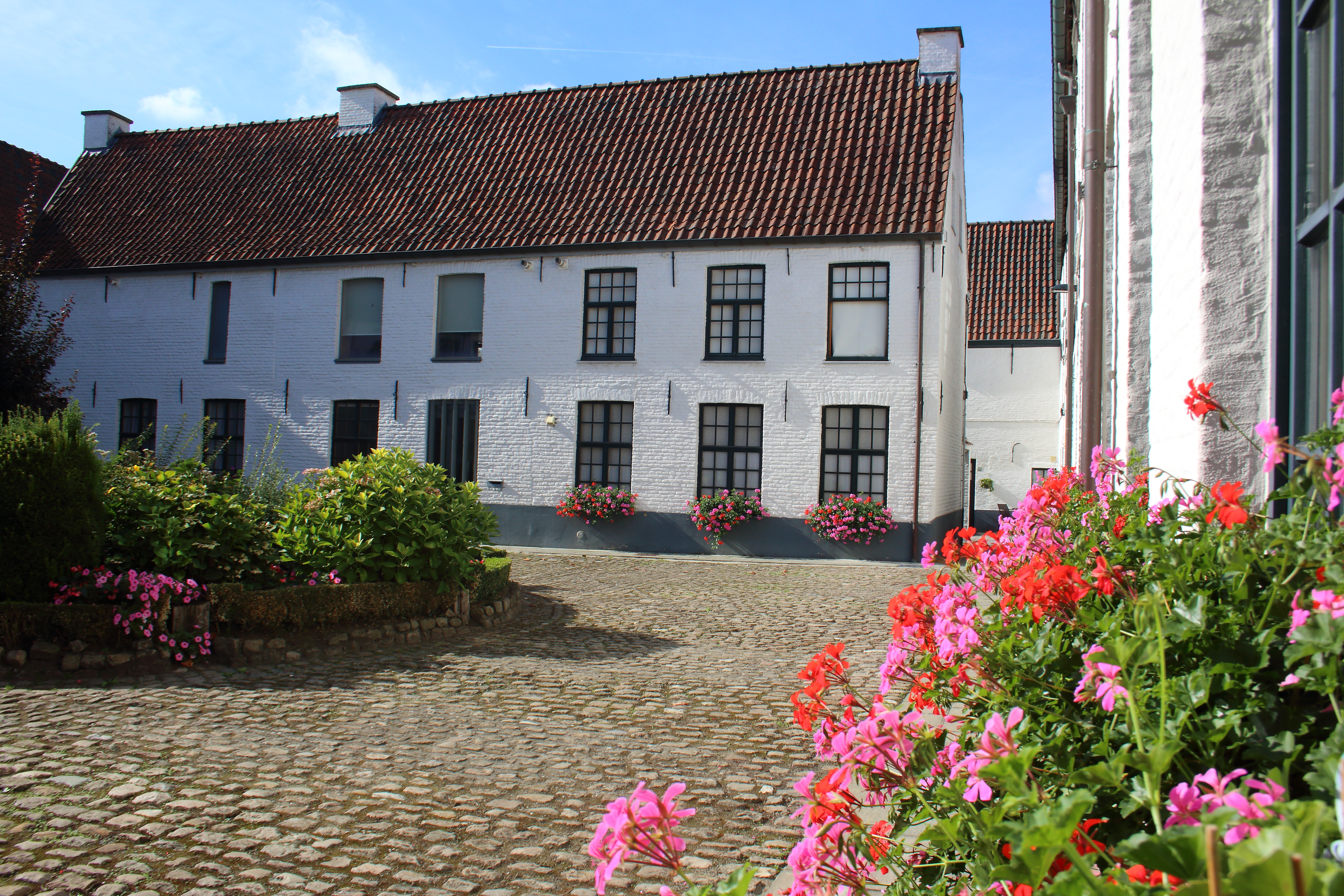
Beginenhofhaus

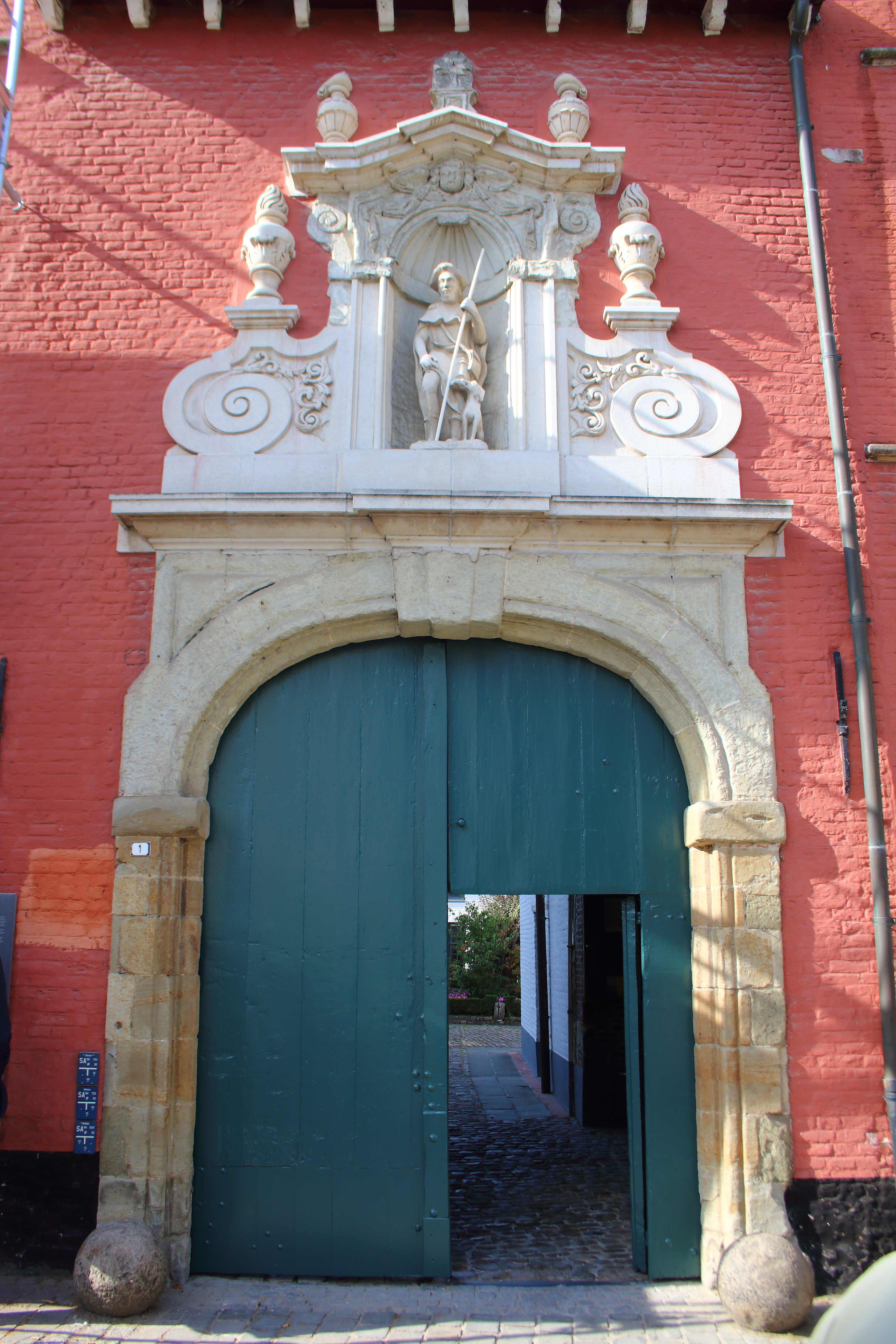
Torhaus mit Figur des heiligen Rochus

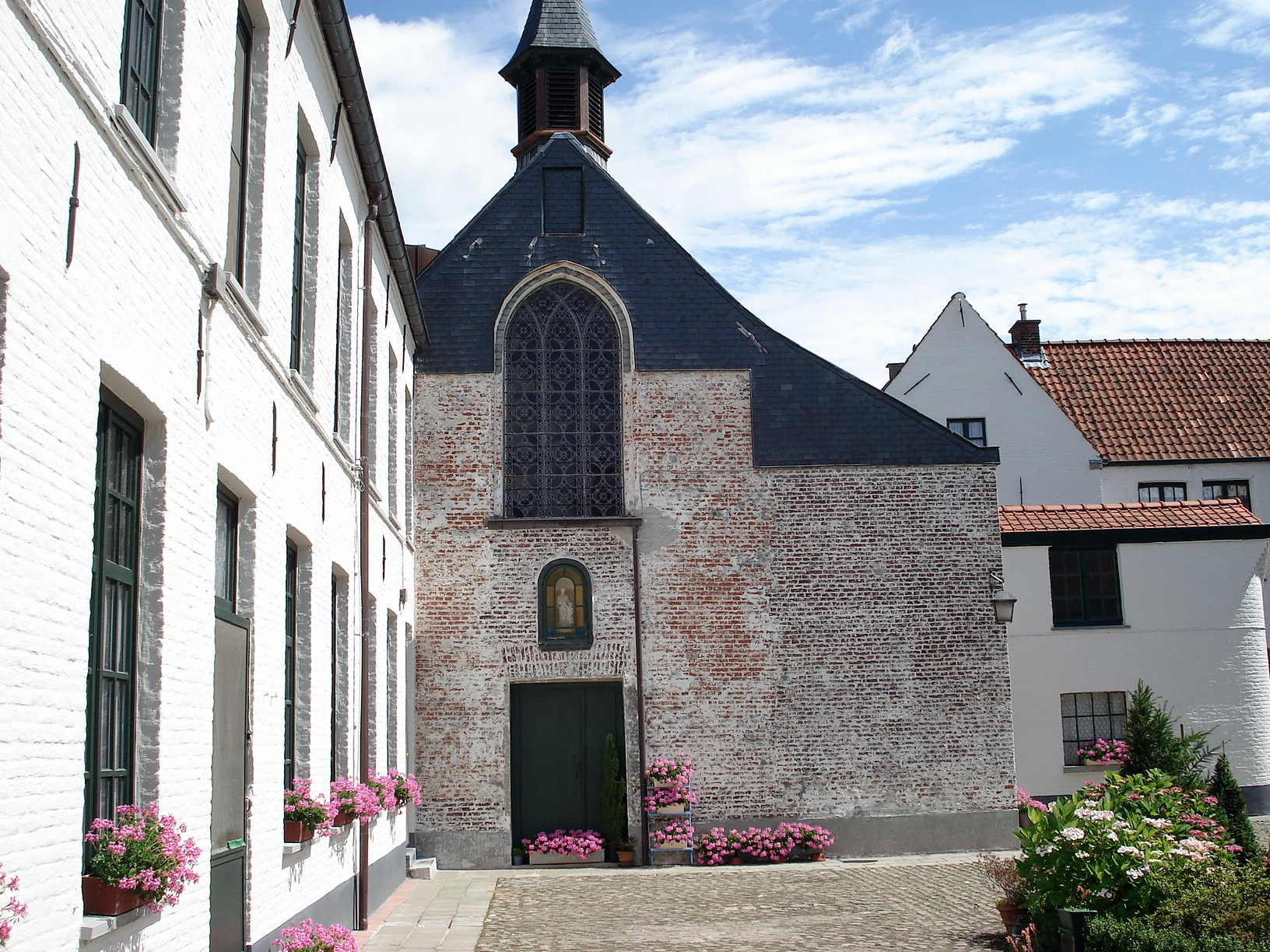
Beginenhofkirche

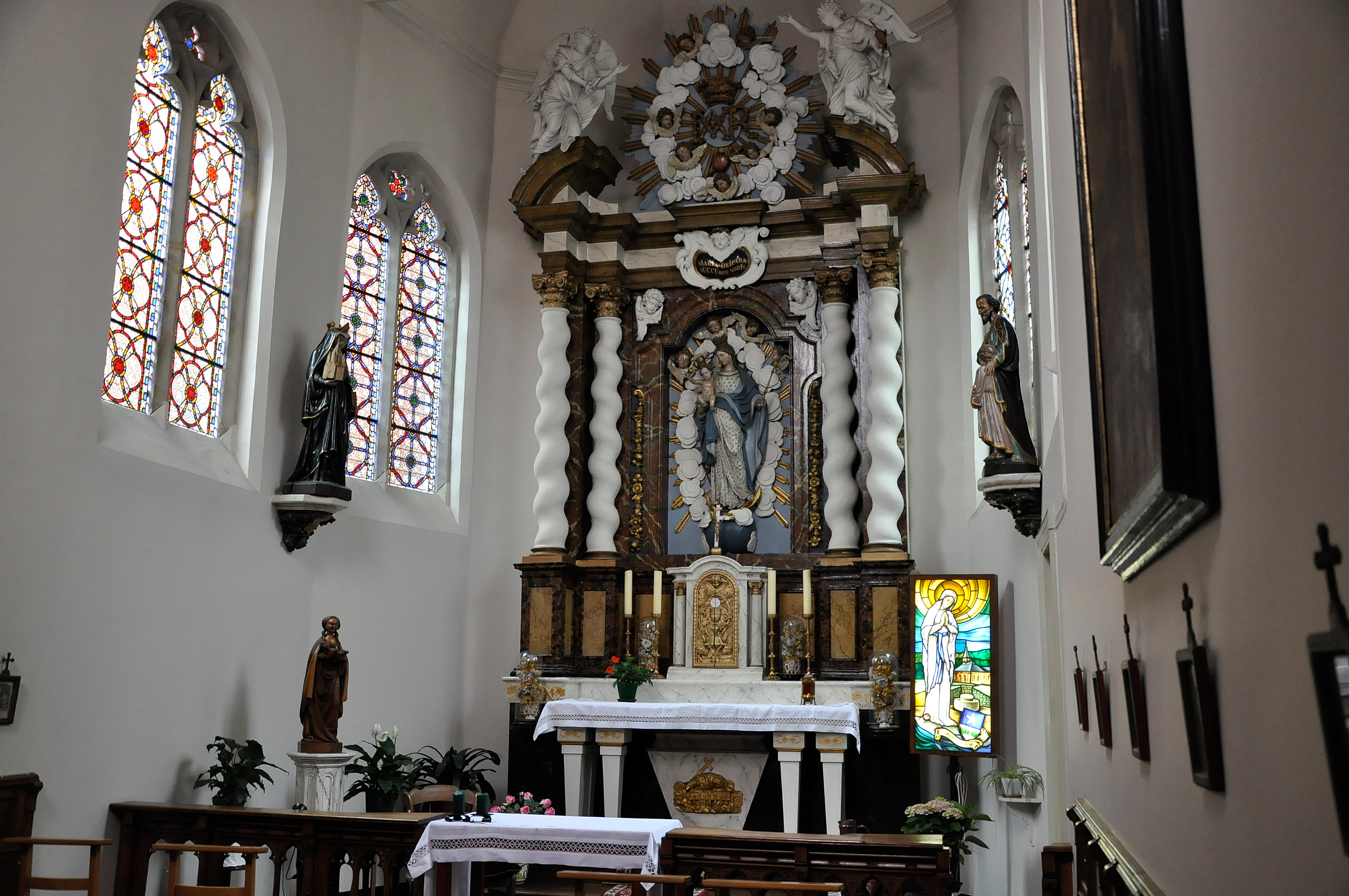
Beginenhofkirche, Inneres

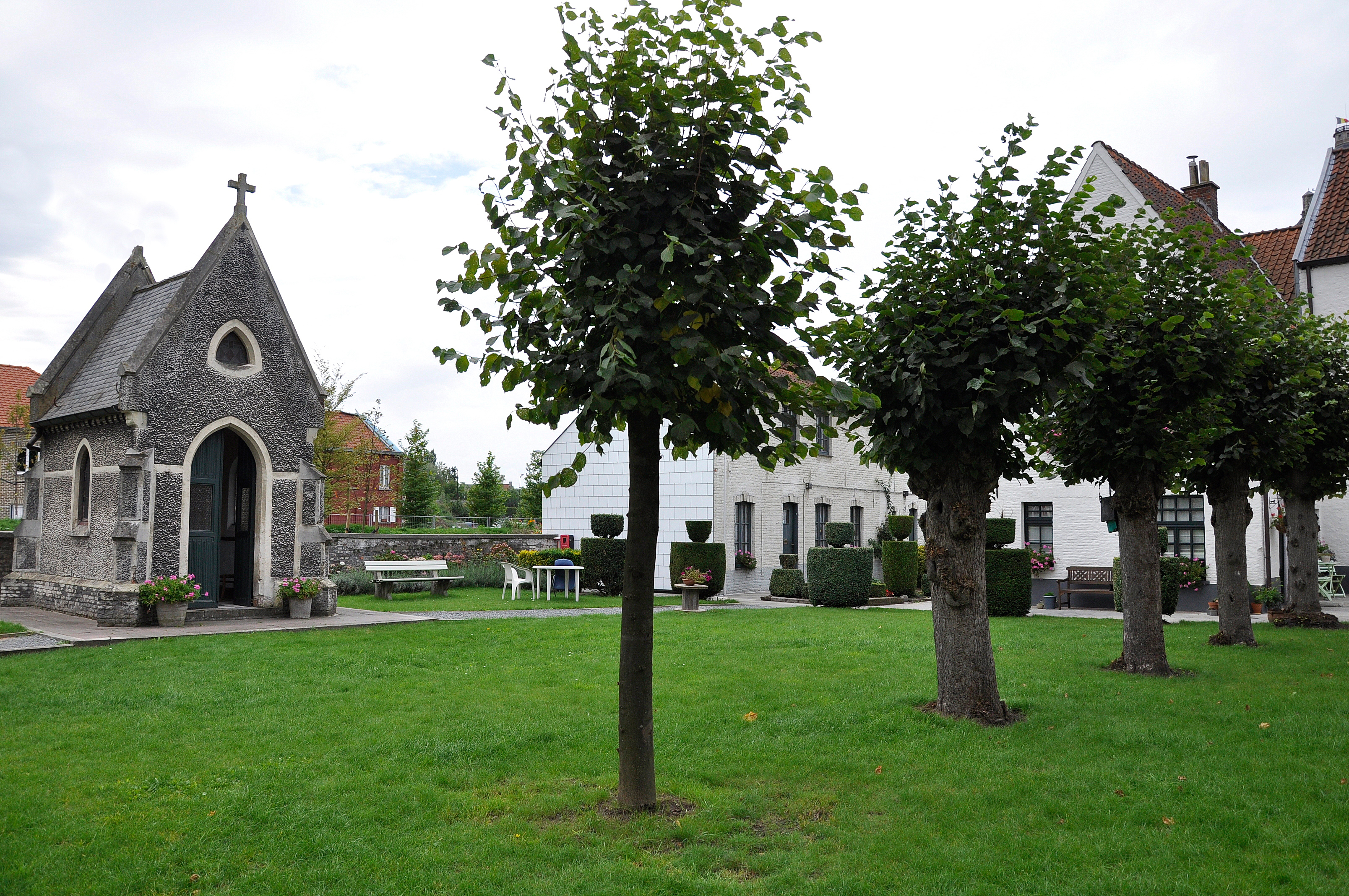
Beginenhofkapelle

Der Beginenhof Oudenaarde ist ein Beginenhof in der Stadt Oudenaarde in der belgischen Provinz Ostflandern. Er steht unter Denkmalschutz, gehört aber nicht zum Weltkulturerbe; die Beschreibung basiert wesentlich auf dem belgischen Denkmalinventar.

## Geschichte
Die ersten Beginen lebten ab 1367 in einem Haus namens „de Cluys“ hinter dem Friedhof von Oudenaarde und der St.-Walburga-Kirche. Im Jahr 1449 traten die Beginen ihre Güter an die Damen des Hospitals ab und erhielten im Gegenzug einige Häuser im sogenannten „Borch“. Damals wurde ein kleiner Beginenhof um einen rechteckigen Innenhof am linken Ufer der Schelde erbaut. Eine große Baukampagne folgte im 17. Jahrhundert. Während der Franzosenzeit im Jahr 1796 wurde der Beginenhof aufgelöst. 1839 wurde der Hof von der Verwaltung der zivilen Armenhäuser an die Beginen verkauft und Erweiterungen vorgenommen. Im Jahr 1867 wurde der Hof von H. Bracq, Bischof von Gent, erworben. Im ersten Viertel des 20. Jahrhunderts erfolgten erneut Erweiterungen, bevor im Jahr 1926 der „V.Z.W. Begijnhof Oudenaarde“ gegründet wurde. Dieser ist noch heute Eigentümer des Beginenhofs, Rektor ist der Dekan der Pfarrei St. Walburga. Die letzte Begine starb 1960, gemäß den Statuten des V.Z.W. wird der Hof nun von älteren Damen bewohnt, die von den Bernhardinerinnen von Oudenaarde betreut werden.

## Beginenhofkirche
Die Kirche des Beginenhofs, teilweise eingebaut, befindet sich nördlich des Tors und liegt an einem gepflasterten Innenhof. Die Kirche wurde 1516 gebaut und eingeweiht. Sie ist eine geostete Saalkirche mit weiß gekalkten Fassaden unter einem Satteldach (Schiefer) mit einem sechseckigen Glockenturm aus Kupfer unter einer Schieferspitze. Die spätgotische Westfassade ist mit rechteckigem Tor, rundbogiger Nische mit dem heiligen Josef und hohem Spitzbogenfenster mit Eisenmaßwerk aus dem 19. Jahrhundert versehen. An der Südfassade befinden sich die Tür der seitlichen Vorhalle und das rechteckige Fenster darüber. Zweibahnige Spitzbogenfenster sind in den Seitenwänden und im Chor mit fünfeckigem Chorschluss eingebaut.
Das Innere ist durch ein blau gestrichenes Tonnengewölbe und eine Verkleidung aus dem Jahr 1977 bestimmt. Zur Ausstattung gehört ein Gemälde: Heilige Theresa von Avila (1654) und Die Heiligen Drei Könige (1654).
Die Kirche ist mit einigen Gipsstatuen von Heiligen ausgestattet, darunter die Statuen der Heiligen Begga und des Heiligen Joseph im Chor.
Der hölzerne Altaraufbau ist mit Marmorimitat bemalt und trägt die Inschrift 1713 in einer Kartusche und eine Marienstatue. Die Kommunionbank besteht aus Eiche im neugotischen Stil. Vier neugotische Glasmalereien sind im Chor eingesetzt. Die Kreuzwegstationen sind mit farbigen deutschen Stichen versehen. Sieben Grabsteine aus dem 18. Jahrhundert sind im Boden des Chors eingelassen.

## Torhaus
Das Torhaus hat eine rot gestrichene Fassade mit Korbbogentor in barockem Sandsteinrahmen mit Pfosten und Schlussstein und bekrönender Ädikula mit barockem Rahmen, verziert mit Voluten, Vasen und einer Nische mit Statue des Heiligen Rochus. Es wurde von 1969 bis 1971 unter der Leitung des Architekten A. Cheyns restauriert. Ein gewölbter Gang mit verputztem Ziegelgewölbe führt in den Hof. Spuren der Jahreszahl 1666 im Putz sind zu erkennen; zwei durch einen Gurtbogen getrennte Tonnengewölbe, die auf Konsolen mit Engelsköpfen ruhen, schließen den Gang ab.

## Häuser
Die restaurierten Beginenhäuser (Nummern 1–3) stehen an der Straße auf beiden Seiten des Torhauses. Sie sind mit rot gestrichenen Giebeln versehen und mit Flechtwerk unter Ziegeldächern gedeckt. Haus Nummer 1 ist das ehemalige Haus des Kaplans oder des geistlichen Leiters des Beginenhofs, das 1572 dem Beginenhof geschenkt wurde. Es hat erneuerte steinerne Fensterrahmen, früher mit einem Denkmal für den Ersten Weltkrieg (auf den Tacambora-Platz verlegt). Haus Nummer 3 wurde 1843 umgebaut, es war früher mit drei oberen Fenstern versehen.
Der Beginenhof besteht heute aus mehr als dreißig meist weiß getünchten Häusern auf grau gestrichenen Sockeln, zwei- bis dreijochig und zweigeschossig unter Satteldächern (Ziegeldächern) mit je einem Zimmer pro Etage, die um zwei teilweise gepflasterte und bepflanzte Innenhöfe angeordnet sind. Die denkmalgeschützten Giebel sind mit rechteckigen oder leicht gewölbten Wandöffnungen mit kleinen Fenstern, meist mit erneuertem Holzrahmen versehen.
Die Häuser Nummer 1–4 sind Teil der südlichen Giebelwand, die zu den ältesten bestehenden Häusern des Hofs gehört. Nummer 1 ist mit geprägter Spitzbogentür mit bekrönendem rundbogigem Oberlicht versehen. Die Nummern 2–3 sind mit Ankern aus dem Jahr 1616 versehen. Über den gekoppelten Türen, die von einem einzigen Reliefbogen überspannt werden, befindet sich eine neuere hölzerne Marienkapelle mit flankierenden Laternen, die aus dem so genannten Koepkop, einem Glockenturm in der Kasteelstraat, stammen.
Die Nummern 5–7, die auf die Nummern 1–4 folgen, sind in ähnlichem Stil und mit gleicher Gesimshöhe gebaut und stammen aus dem frühen 20. Jahrhundert.
Die Nummern 8–9 bilden einen getrennten Block mit zwei Häusern, zusammen acht Achsen, unter einem durchgehenden Satteldach, mit rückwärtigen Gärten mit fünf Linden, westlich des Hofes. Nummer 9 ist das frühere Haus der Großmeisterin und hat rechteckige Fenster mit Falz und erhaltenen Flügeln.
Nummern 23–28 und 30 sind ältere (17. Jahrhundert?) Beginenhäuser an der Nordseite des Hofes. Bei Nummer 25 wurde der Giebel erneuert.
Die Nummern 10–14, 29 sind zweistöckige Häuser aus dem 19. Jahrhundert mit Rundbogenfenstern und -türen im Erdgeschoss und rechteckigen Fenstern mit kleinen Scheiben im Obergeschoss. Im Norden, hinter den Nummern 26–28, wurden nach 1918 Backsteinhäuser errichtet.

## Kapelle
Eine neogotische Kapelle, die Unserer Lieben Frau von den sieben Schmerzen geweiht ist, bildet einen Erker an der Mauer des Beginenhofs, am 1963–1970 zugeschütteten Scheldearm und stammt wahrscheinlich in der zweiten Hälfte des 19. Jahrhunderts. Sie ist mit Giebeln mit abgestuften Strebepfeilern an den Ecken und spitzbogigen Öffnungen versehen. Ein Holzaltar auf Säulen mit einer verputzten Pietà aus dem 19. Jahrhundert ist das Hauptstück der Ausstattung.